# 日枝神社 (川越市下新河岸)
日枝神社（ひえじんじゃ）は、埼玉県川越市の神社。

## 歴史
創建年代は不明である。ただ当社は「蓮華院」の境内社として創建され、その蓮華院の堂宇に「三つ鱗」の紋があることから、後北条氏の時代に蓮華院とともに創建されたものと推測される。なお、この蓮華院は地誌『新編武蔵風土記稿』が刊行された江戸時代後期の時点で既に寺運衰微し、「観音堂」と専ら呼ばれていた。
1872年（明治5年）、近代社格制度に基づく「村社」に列せられ、1907年（明治40年）の神社合祀により周辺の3社（摂末社含む）が合祀された。

## 交通アクセス
- 新河岸駅より徒歩21分。